# Liścionos madagaskarski
Liścionos madagaskarski (Langaha madagascariensis) – gatunek węża z rodziny Pseudoxyrhophiidae. Gatunek typowy rodzaju Langaha. Występuje jedynie na Madagaskarze, w tym na sąsiedniej wyspie Nosy Be.
Osiąga długość do 1 m. Charakteryzuje się ostro wydłużonym pyskiem pokrytym łuskami, zakończonym wyrostkiem. U tego gatunku występuje dymorfizm płciowy – zjawisko rzadkie u węży. Samica i samiec mają tak różne wyrostki (u samca jest on długi, miękki, walcowaty, u samicy szeroki i płaski), że przez długi czas sądzono, iż są to przedstawiciele dwóch różnych gatunków.